# William Leslie
William Leslie (n. Escocia; ?-?) fue un futbolista escocés nacionalizado argentino. Se desempeñaba como delantero y jugó en dos clubes de Argentina: Lomas Athletic y Quilmes.

## Carrera

### Clubes
Leslie empezó jugando en Lomas Athletic, uno de los equipos más importantes del amateurismo. En el equipo de Lomas de Zamora, logró obtener los primeros 3 títulos de la institución en las primeras 3 ediciones del campeonato de Primera División organizados por AFA (1893, 1894 y 1895). Fue goleador del campeonato de 1893, anotando 7 goles.
Luego, en 1900 llegó la posibilidad de jugar para el Quilmes Athletic Club, jugando hasta 1904. Si bien no logró ningún título, tuvo buenas actuaciones que lograron la convocatoria a la selección argentina.

### Selección
Leslie jugó los primeros dos partidos de la selección argentina: el primero un 16 de mayo de 1901 en la victoria por 2-3 sobre Uruguay (anotando uno de los goles), mientras que el segundo ocurrió un 20 de julio de 1902 con victoria 6-0 nuevamente sobre los Charrúas.

## Clubes
|  | Club           | País      | Años        | PJ | G | Media gol. |
|  | -------------- | --------- | ----------- | -- | - | ---------- |
|  | Lomas Athletic | Argentina | 1891 - 1895 | ?  | 7 | ?          |
|  | Quilmes        | Argentina | 1900 - 1904 | ?  | ? | ?          |

## Selección
| Selección     | Año           | Amistoso | Amistoso | Total | Total | Media goleadora |
| Selección     | Año           | PJ       | G        | PJ    | G     | Media goleadora |
| ------------- | ------------- | -------- | -------- | ----- | ----- | --------------- |
| Absoluta      | 1901          | 1        | 1        | 1     | 1     | 0.5             |
| Absoluta      | 1902          | 1        | 0        | 1     | 0     | 0               |
| Absoluta      | Total         | 2        | 1        | 2     | 1     | 0.5             |
| Total carrera | Total carrera | 2        | 1        | 2     | 1     | 0.5             |

## Palmarés

### Campeonatos nacionales
| Título           | Club           | Sede         | Año  |
| ---------------- | -------------- | ------------ | ---- |
| Primera División | Lomas Athletic | Buenos Aires | 1893 |
| Primera División | Lomas Athletic | Buenos Aires | 1894 |
| Primera División | Lomas Athletic | Buenos Aires | 1895 |

### Distinciones individuales
| Distinción                                    | Año  |
| --------------------------------------------- | ---- |
| Máximo goleador de Primera División (7 goles) | 1893 |